# Шешупе
Шешу́пе, Шяшу́пе (лит. Šešupė) или Шешу́па (пол. Szeszupa) — река в Польше (исток), Литве и Калининградской области России, левый приток Немана (Нямунаса). Участок в среднем течении Шешупе является пограничным между Россией и Литвой.

## Гидрография
Длина реки — 298 км (27 км на территории Польши, 158 км — Литвы, 62 км — России, кроме того по 51 км реки проходит граница между Литвой и Россией), площадь бассейна 6104,8 км².
Берёт начало на Балтийской гряде в 18 км севернее польского города Сувалки. Высота устья — 5 м над уровнем моря.
Питание смешанное, с преобладанием дождевого. Среднегодовой расход воды — в 43 км от устья 33,2 м³/с. Замерзает в середине ноября — январе, вскрывается в конце февраля — начале апреля.
На Шешупе расположены литовские города Калвария, Мариямполе, Кудиркос-Науместис, а также город Краснознаменск и посёлок Тимофеево Калининградской области РФ.
Судоходна от посёлка Лесное до устья (7 км.).

## Притоки
Основные притоки: справа — Вишакис, Пильве, Милупе, Ненупе, Нова, Аукстпирта, Сиесартис, Йотия; слева — Гульбинас, Раусве.

## Галерея

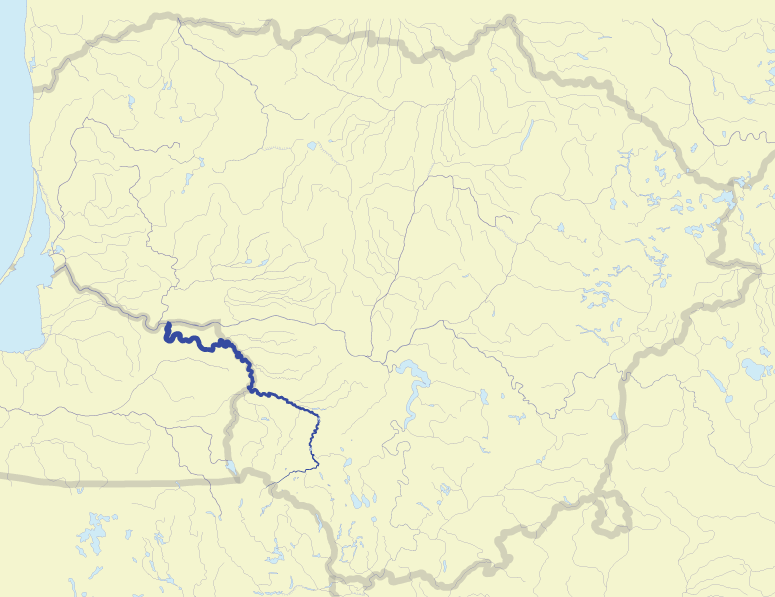
Карта-схема течения Шешупе
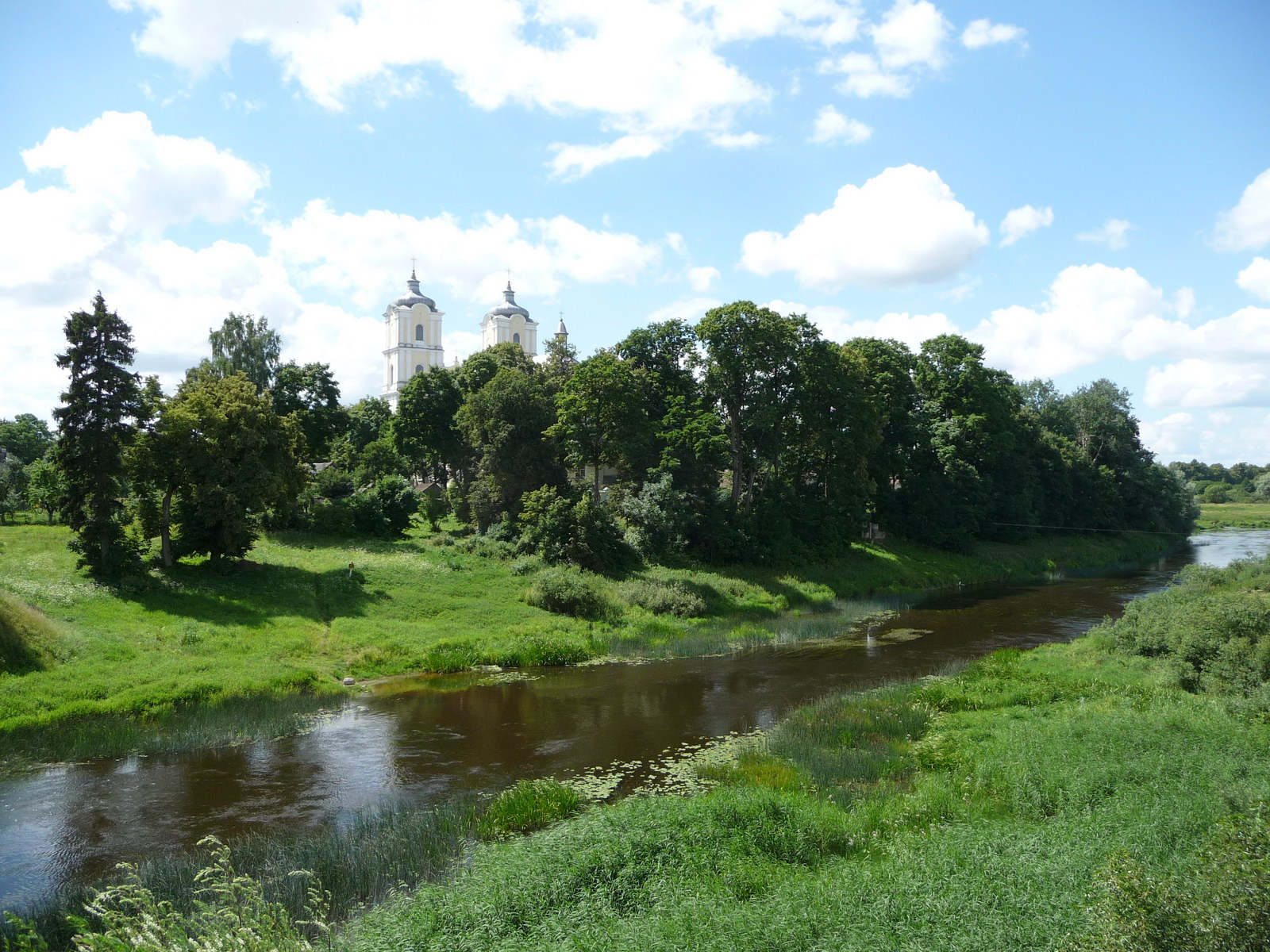
Шешупе вблизи Кудиркос-Науместис
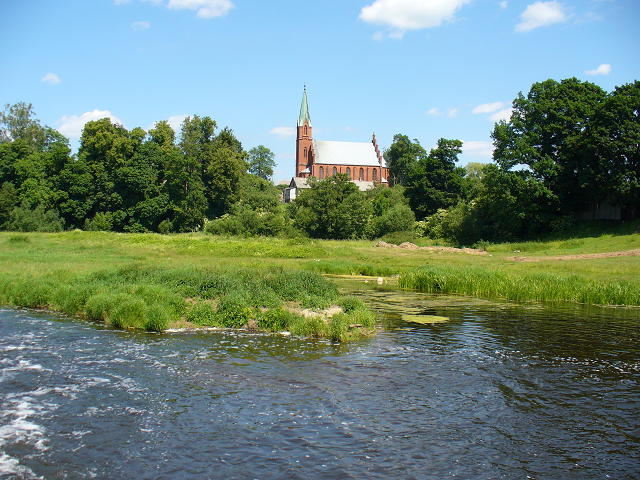
Храм на Шешупе в Краснознаменске
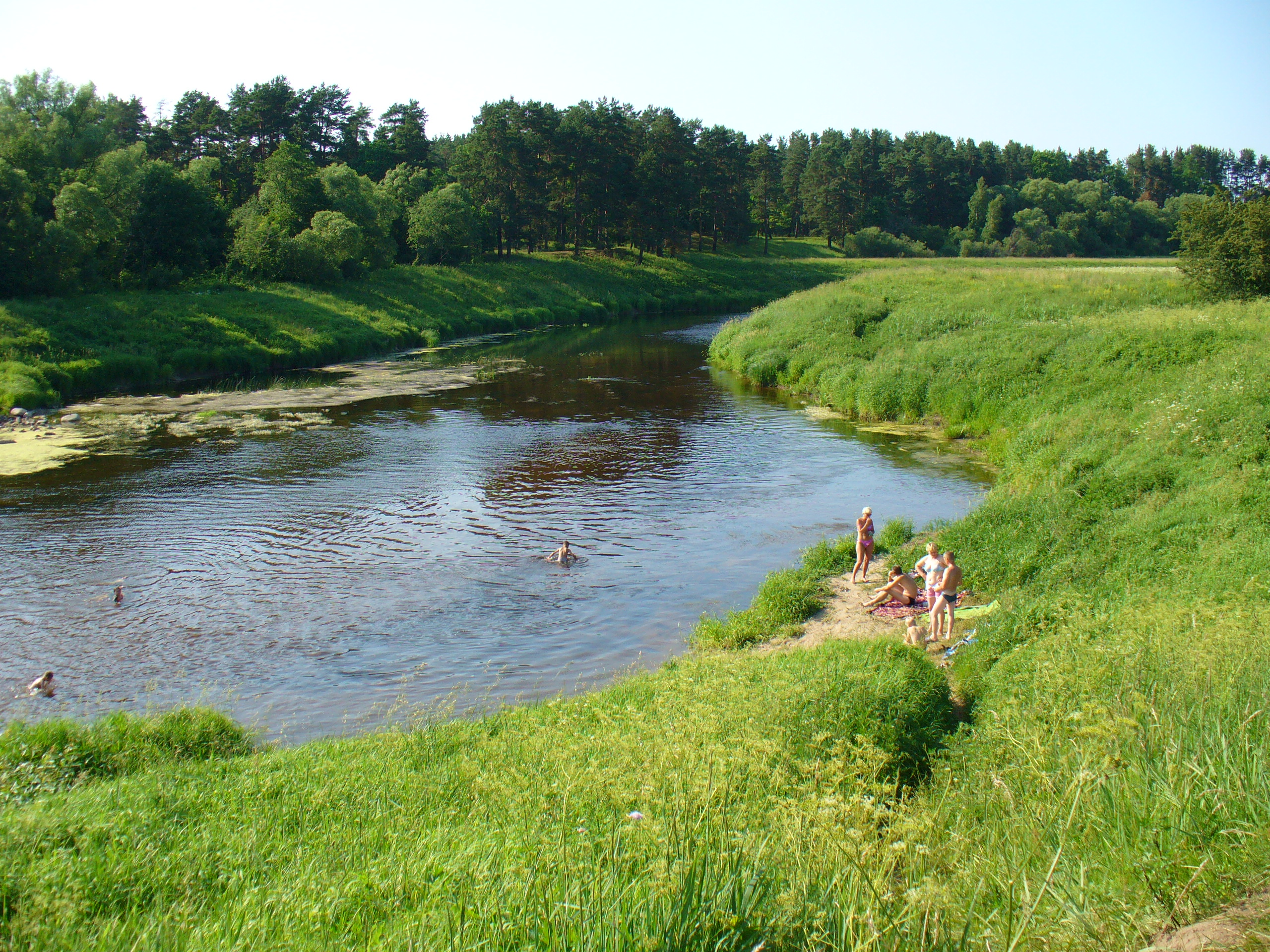
Отдыхающие